# Theuma velox
Theuma velox là một loài nhện trong họ Gnaphosidae.
Loài này thuộc chi Theuma. Theuma velox được William Frederick Purcell miêu tả năm 1908.